# Fenchurch Street (stacja kolejowa)
Fenchurch Street (London Fenchurch Street) – stacja i dworzec kolejowy w centralnym Londynie, we wschodniej części City of London, w pobliżu ulicy Fenchurch Street. Najmniejsza spośród londyńskich stacji czołowych, o 4 krawędziach peronowych, niemniej zaliczana do głównych dworców londyńskich. Obsługuje połączenia pasażerskie w kierunku wschodnim, do miast w południowej części hrabstwa Essex.

## Ruch pasażerski
Jedynym przewoźnikiem kolejowym obsługującym połączenia do i z Fenchurch Street jest c2c, które jest również zarządcą stacji. W rozkładzie 2023/2024 była to stacja krańcowa dla połączeń do i z Southend-on-Sea (stacja Southend Central), Shoeburyness (Shoeburyness), Grays (Grays) oraz Pitsea (Pitsea). Najbliższa stacja, na której zatrzymuje się większość odjeżdżających pociągów, to Limehouse. W godzinach szczytu ze stacji odjeżdża kilkanaście pociągów na godzinę, a tyle samo przyjeżdża.
W latach 1997–2023 roczna liczba pasażerów rozpoczynających lub kończących podróż na stacji wahała się od 3,2 mln (2020/2021) do 18,5 mln (2016/2017). W tym samym okresie roczna liczba osób przesiadających się na stacji wynosiła od 167 tys. (2008/2009) do 1,1 mln (2022/2023).
Fenchurch Street jako jedyna spośród głównych stacji londyńskich nie ma bezpośredniego połączenia z metrem londyńskim. Najbliższą stacją jest Tower Hill.

## Historia
Fenchurch Street to najstarszy dworzec kolejowy w granicach City of London, zaprojektowany przez Williama Tite'a i otwarty w 1841 roku. Znajdował się pierwotnie na krańcu linii podmiejskiej do Blackwall (London and Blackwall Railway), zlikwidowanej w późniejszych latach. Przebudowywany w 1854 roku, co towarzyszyło otwarciu linii kolejowej do Tilbury i Southend-on-Sea (London, Tilbury and Southend Line), ponownie w 1935. W 1988 roku nad halą peronową nadbudowano 5-kondygnacyjny biurowiec i dokonano gruntownej przebudowy wnętrza dworca. Zachowano fasadę z 1854 roku, o frontonie łukowym; jego kształt odpowiadał dawniej łukowemu sklepieniu hali peronowej.
W 1972 roku część frontowa dworca została wpisana do rejestru zabytkowych budynków; jest obiektem klasy II.

## W kulturze
Fenchurch Street jest jednym z czterech dworców kolejowych, obok King’s Cross, Marylebone i Liverpool Street, które pojawiają się na standardowej, brytyjskiej wersji planszy do gry Monopoly. 

## Galeria

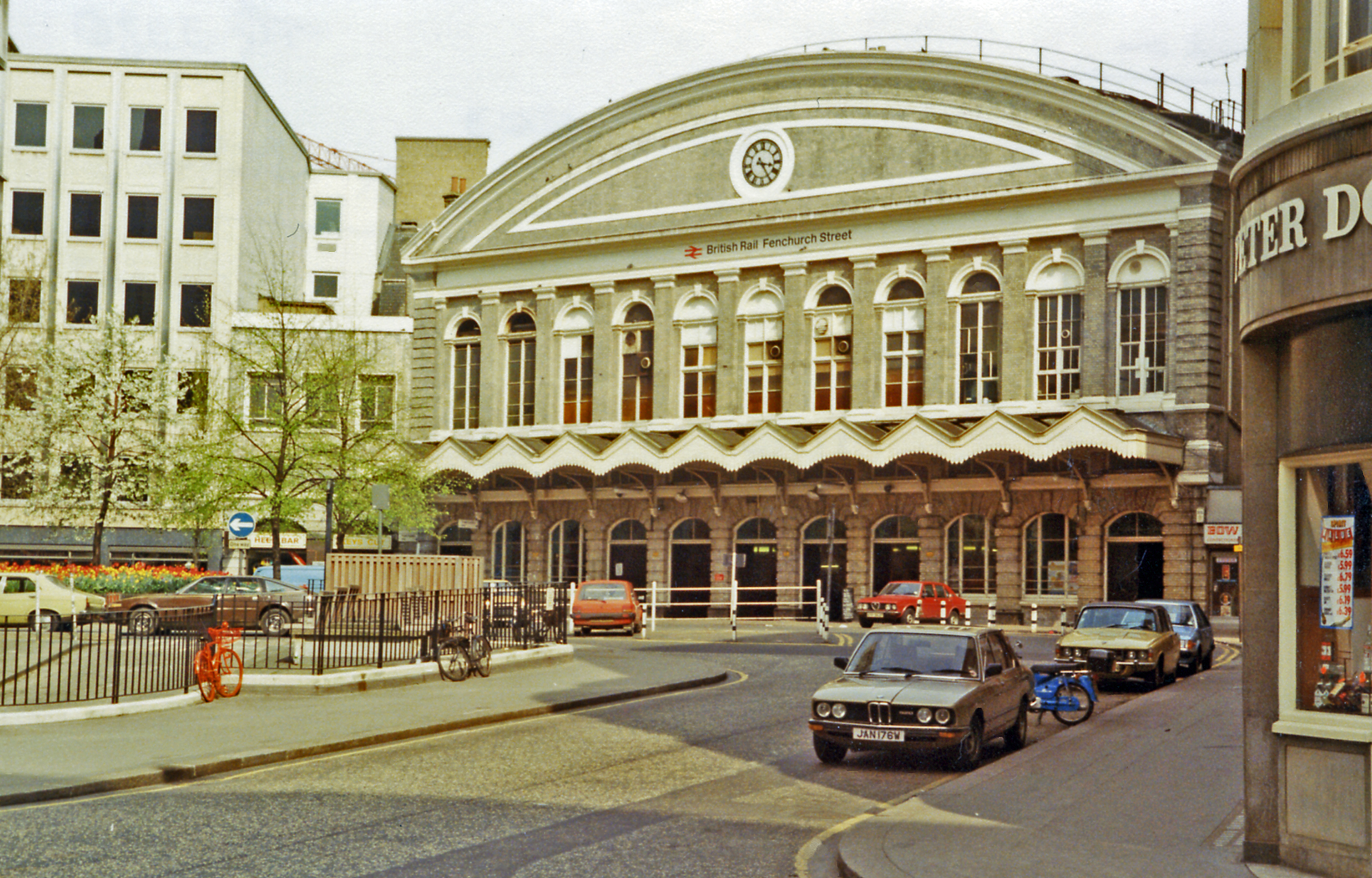
Dworzec w 1983 r.
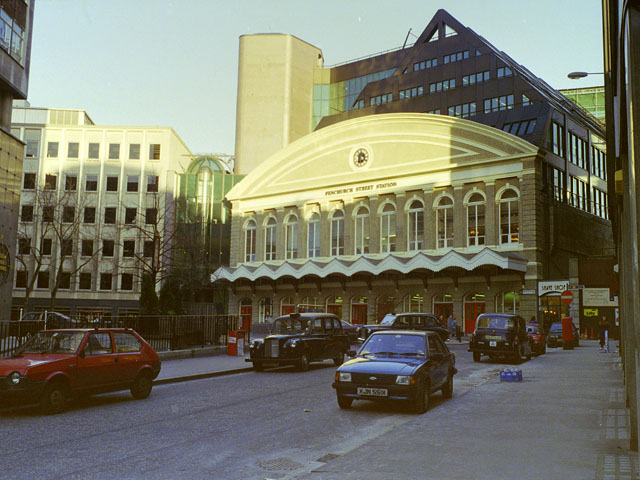
Dworzec w 1988 r., widoczna ukończona w tym samym roku nadbudowa biurowa
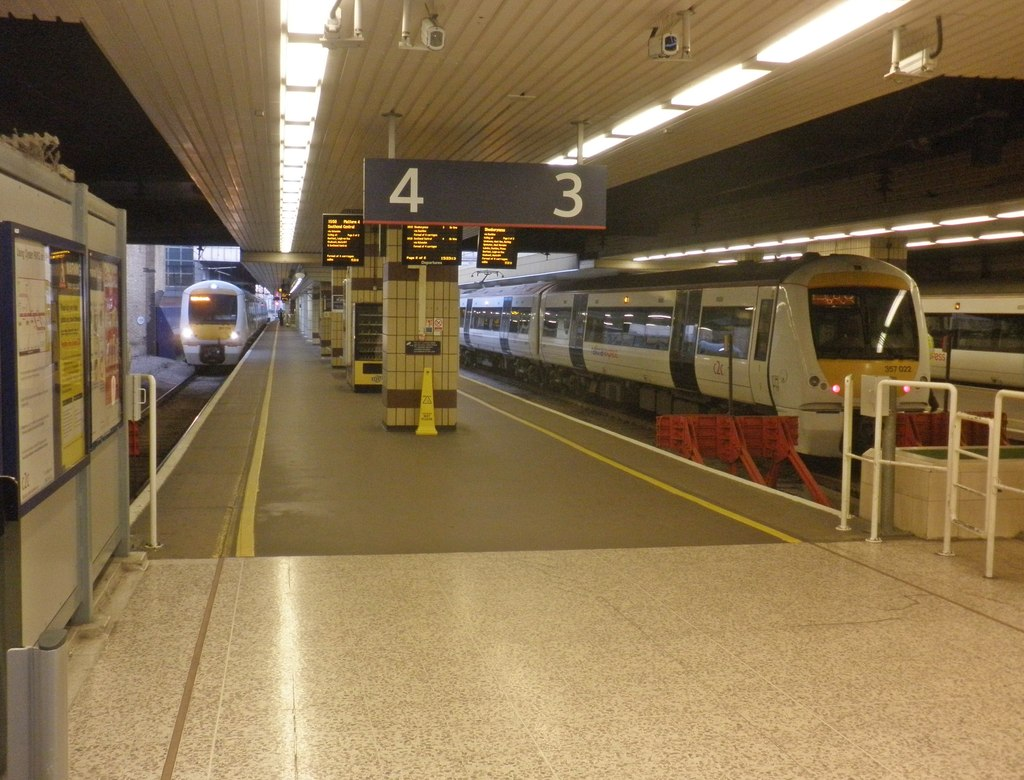
Wnętrze dworca